# Католицизм в Эстонии

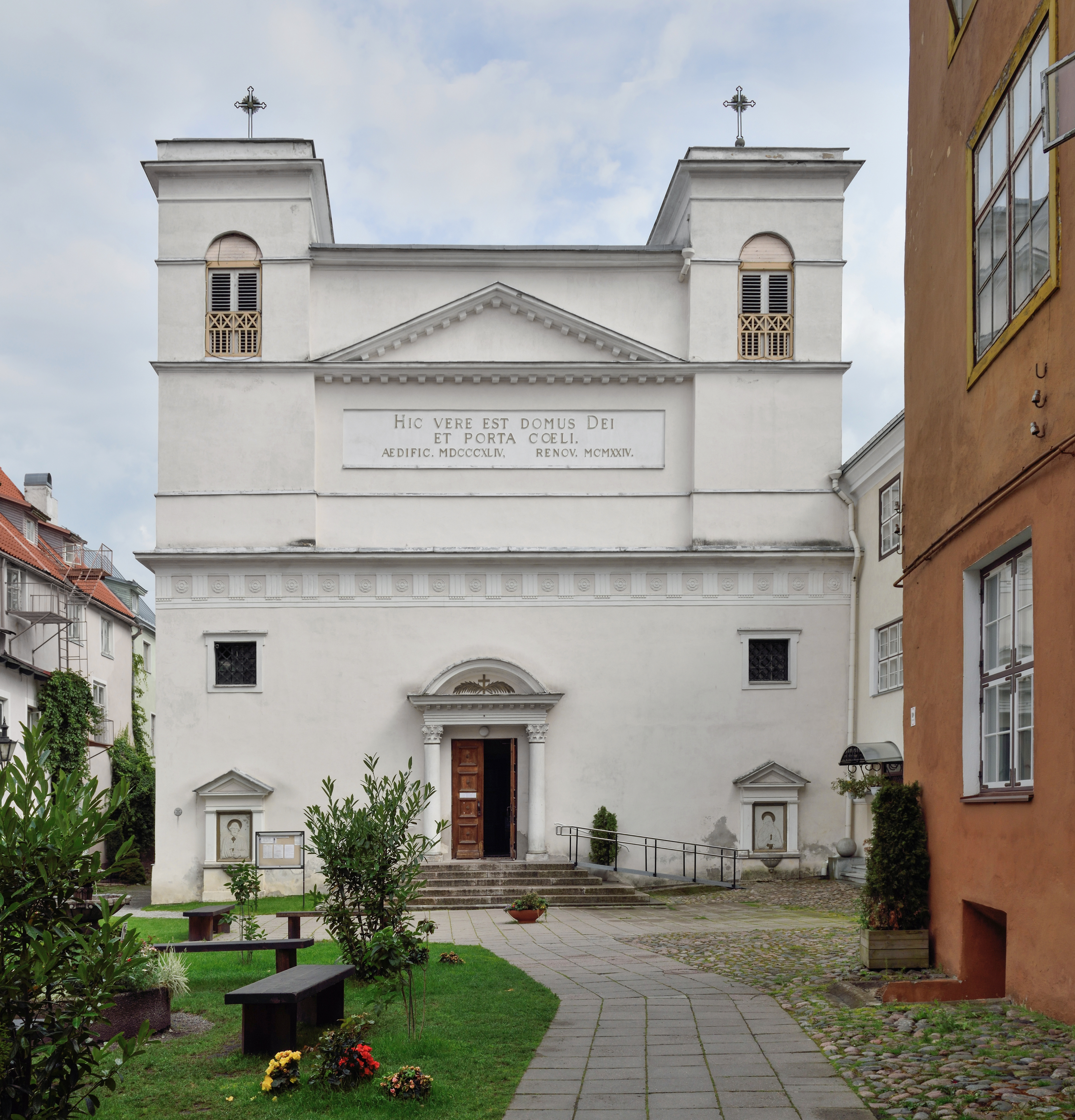
Кафедральный собор святых Петра и Павла в Таллине

Католицизм в Эстонии. Католическая церковь Эстонии — часть всемирной Католической церкви.
Согласно данным переписи населения 2000 года в стране проживает 5745 человек, декларировавших своё католическое вероисповедание, то есть около 0,5 % населения. Сайт catholic-hierarchy.org приводит ту же цифру на 2008 год.

## История
Христианство начало проникать на территорию современной Эстонии в XI веке, это подтверждают как археологические, так и письменные свидетельства. Так примерно в 1070 году архиепископ Бременский назначил эстам и финнам епископа. В начале XIII столетия территория современной Эстонии была завоёвана датскими и немецкими крестоносцами, за этим последовала насильственная христианизация эстов, в целом закончившаяся к 1227 году
В первой половине XVI века на территории современной Эстонии широкое распространение получило реформационное движение, а влияние католичества стало угасать. Во второй половине XVI века почти вся Эстония была завоёвана шведами, после чего католичество было полностью запрещено, а официальной церковью стала лютеранская. В 1559—1645 годах католичество на территории современной Эстонии существовало только в южной области, тогда принадлежавшей католической Речи Посполитой.

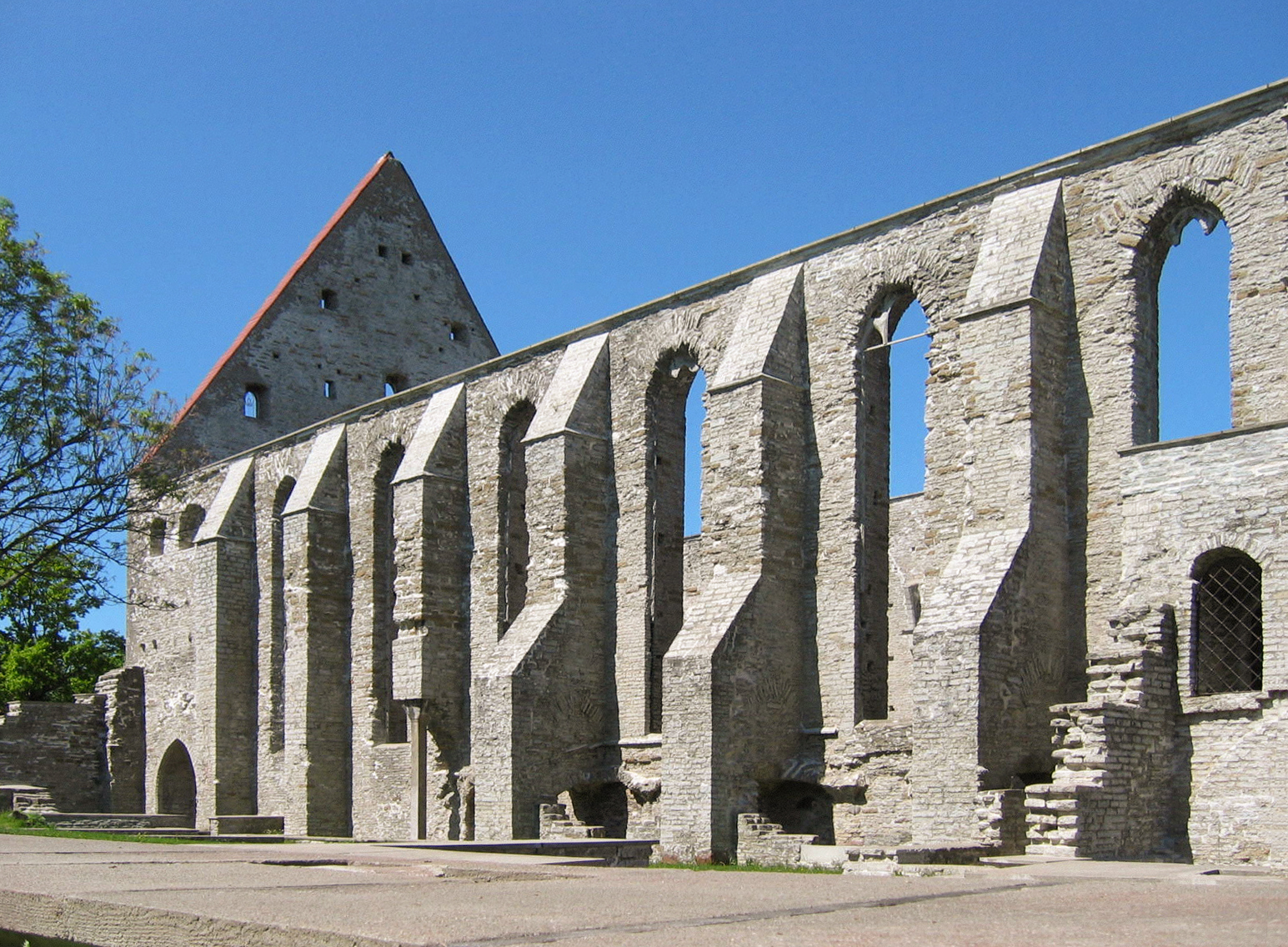
Руины монастыря Святой Биргитты

С 1710 года в результате Северной войны Эстония находится под властью Российской империи. После присоединения эстляндских земель к Российской империи Пётр I восстановил права немецкой аристократии, утерянные ею при шведском правлении, включая свободу совести. В конце XVIII века в Эстонии насчитывалось около 300 католиков, главным образом среди немецкого дворянства. XIX век стал периодом относительного возрождения католической веры в Эстонии, в 1845 году была освящена церковь в Таллине, в 1899 году — в Тарту. В 1905 году Николай II подписал Манифест о веротерпимости, заметно упростивший открытие католических храмов в Российской империи; уже в начале XX века были созданы католические приходы в Валга и Нарве.
После обретения независимости в 1918 году государство гарантировало гражданам свободу совести. Святой Престол признал Эстонию 10 октября 1921 года. На 1924 год в Эстонии проживали 2535 католиков, сгруппированных в 3 прихода: в Ревеле (983 человека), в Нарве (269 человек, их окормлял ревельский священник) и в Тарту (218 человек, местный священник также окормлял 70 католиков Валги). В 1933 году были установлены отношения между Эстонией и Ватиканом: поверенным Ватикана в делах в Эстонии по совместительству стал нунций в Литве Антонино Арата (с июля 1935 года нунций), а послом Эстонии в Ватикане Отто Штрандман. В 1924 году образована апостольская администратура Эстонии. C 1931 по 1942 год её возглавлял Эдуард Профитлих. В 1936 году он стал первым в истории эстонским католическим епископом. Эдуард Профитлих умер в 1942 году в заключении в советской тюрьме, в настоящее время идёт процесс по его причислению к лику блаженных. В 1932 году Профитлих открыл интернат для подготовки священников. В 1936 году католичество преподавалось уже в пяти школах Таллина и в двух школах Пярну.
К моменту когда Эстония в 1940 году была присоединена к СССР в стране насчитывалось около 5 тысяч католиков. В советский период Католическая церковь в Эстонии подвергалась репрессиям как и прочие религиозные движения, были закрыты все храмы, кроме двух, многие священники прошли через тюрьмы и лагеря.
В 1989 году был основан Эстонский совет церквей (эст. Eesti Kirikute Nõukogu), объединяющий католиков, православных и протестантов, входящий в качестве члена во Всемирный совет церквей.
После распада СССР и восстановления независимости Эстонии 28 августа 1991 года были вновь установлены дипломатические отношения между Эстонской Республикой и Святым Престолом. В 1993 году страну посетил Римский папа Иоанн Павел II.
25 сентября 2018 года состоялся визит папы Франциска в Эстонию. Главой Католической церкви на таллинской Площади Свободы была отслужена месса, на участие в которой зарегистрировалось около 12 000 человек.

## Современное состояние

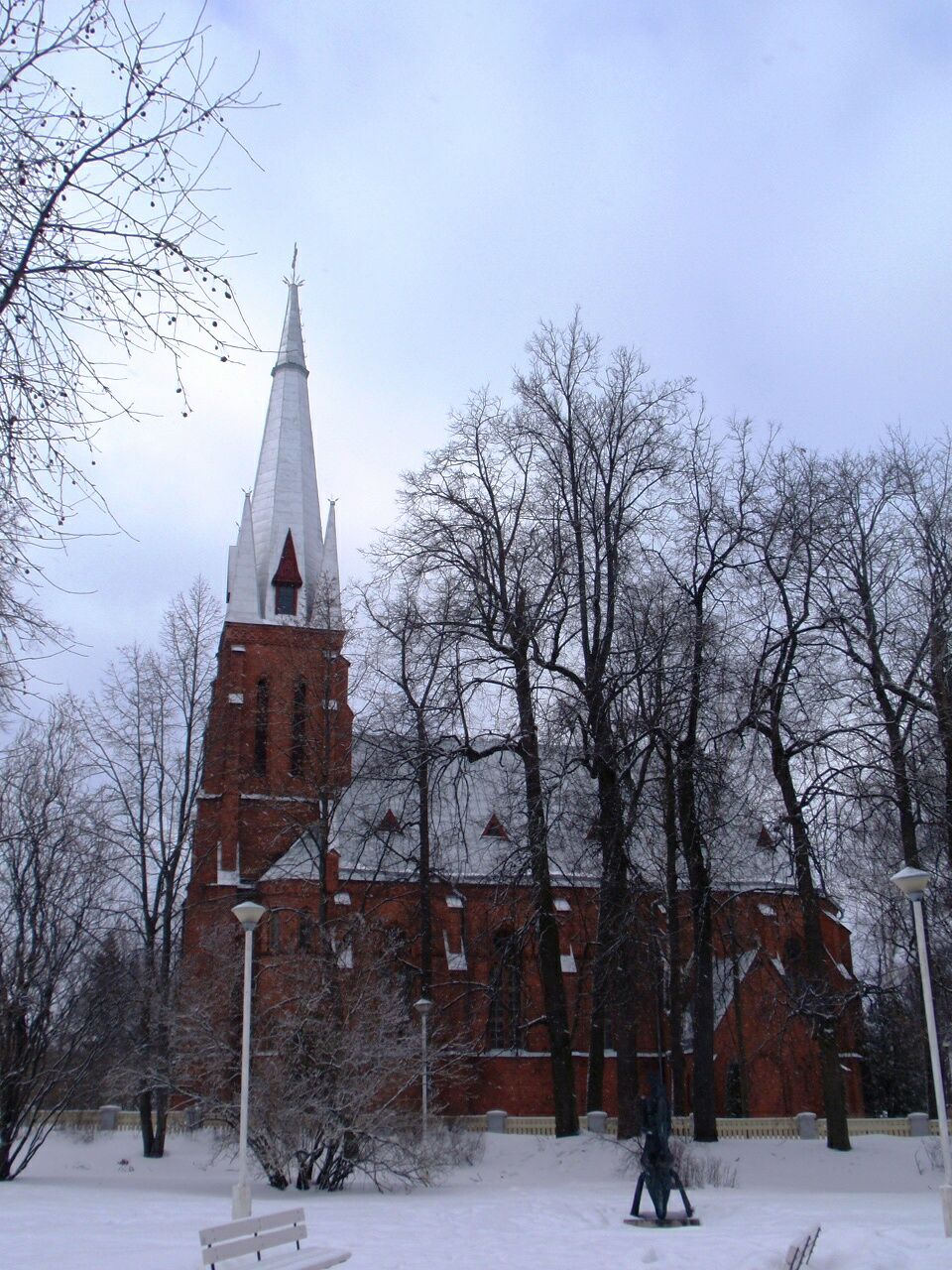
Католическая церковь в Тарту

Католическая церковь в Эстонии организационно объединена в апостольскую администратуру Эстонии. По данным на 2008 год в стране насчитывалось 5745 католиков, 14 священников, 4 монаха (один францисканец и три доминиканца, из них 2 иеромонаха), 20 монахинь и 9 приходов. Апостольскую администратуру с 1 апреля 2005 года возглавляет Филипп Жан-Шарль Журдан. Кафедральным собором апостольской администратуры Эстонии является церковь святых Петра и Павла в Таллине.
По данным переписи 2000 года католики Эстонии распределялись по национальности следующим образом: эстонцы — 1736, поляки — 867, белорусы — 831, литовцы — 749, русские — 713, украинцы — 290, латыши — 182, финны — 77, немцы — 73, прочие — 227.
Католические приходы существуют в Таллине, Тарту, Пярну, Валге, Ахтме, Нарве, Силламяэ, Раквере и Кивиыли. В Таллине также расположен единственный в стране греко-католический приход, административно относящийся к Украинской грекокатолической церкви.
Самым известным католическим сооружением страны является Монастырь Святой Биргитты, построенный в 1407 году и разрушенный в ходе Ливонской войны русскими войсками в XVI веке. В 2001 году рядом с руинами древнего монастыря было построено новое монастырское здание, где в настоящее время проживают 8 монахинь-бригитток.